# Ямаґата (Ґіфу)

35°30′22″ пн. ш. 136°46′53″ сх. д. / 35.50611° пн. ш. 136.78139° сх. д.
Ямаґа́та (яп. 山県市, やまがたし, МФА: [jamagata ɕi̥]) — місто в Японії, в префектурі Ґіфу.

## Короткі відомості
Розташоване в центральній частині префектури, на березі озера Ідзіра. Виникло на основі сільських поселень раннього нового часу. Засноване 1 квітня 2003 року шляхом об'єднання населених пунктів повіту Ямаґата — містечок Такатомі й Міяма з селом Ідзіра. Основою економіки є сільське господарство, садівництво, виробництво електротоварів. В місті розташовані синтоїстське святилище Хакусан і могила полководця Акеті Міцухіде. Станом на 1 квітня 2009 площа міста становила 222,04 км². 

## Демографія
За даними японського перепису населення, чисельність населення Ямаґати досягла піка близько 1990 року і відтоді зменшується. Станом на 1 липня 2011 населення міста становило 29 225 осіб. 